# Jean-Othon de Gemmingen
 (septembre 2018).
Jean-Othon de Gemmingen, né le 23 octobre 1545 et mort le 6 octobre 1598, est un prélat allemand.